# برايان ألين (لاعب كرة قدم أمريكية أمريكي)
برايان ألين (بالإنجليزية: Brian Allen)‏ هو لاعب كرة قدم أمريكية أمريكي، ولد في 21 أكتوبر 1993 في لا ماركيو في الولايات المتحدة.

## وصلات خارجية
- برايان ألين على موقع مرجع كرة القدم المحترفة.كوم (الإنجليزية)